# 5 Dywizjon Artylerii Ciężkiej (1939)
5 dywizjon artylerii ciężkiej (5 dac) – pododdział artylerii ciężkiej Wojska Polskiego.
Dywizjon nie występował w pokojowej organizacji wojska. Został sformowany w 1939 przez 6 pułk artylerii ciężkiej ze Lwowa.

## 5 dac w kampanii wrześniowej
5 dywizjon artylerii ciężkiej został sformowany w dniach 31 sierpnia – 4 września 1939 roku, w garnizonie Lwów, w I rzucie mobilizacji powszechnej razem z plutonem taborowym nr 5. Jednostką mobilizującą dla obu pododdziałów był 6 pułk artylerii ciężkiej.
Dywizjon był organiczną jednostką artylerii 5 Dywizji Piechoty, uzbrojoną w trzy 105 mm armaty wz. 1913 i trzy 155 mm haubice wz. 1917.
Po sformowaniu dywizjon transportem kolejowym udał się do Warszawy. Dowództwo dywizjonu, 8 września dotarło do Warszawy. 1 bateria armat z uwagi na uszkodzenie torów kolejowych w wyniku bombardowań, wyładowała się w okolicach Siedlec, 11 września znalazła się w Groszkach koło Kałuszyna i pomaszerowała w kierunku Warszawy. Maszerująca kolumna oddziałów 5. DP została zaskoczona przez niemiecki podjazd pancerno-motorowy z Dywizji Pancernej „Kempf”. 1 bateria w pełnym galopie, oderwała się od nieprzyjaciela i pomaszerowała na południe. 14 września maszerowała w kierunku na Chełm Lubelski, dalsze losy baterii nie są znane. Nieznane są losy 2 baterii haubic, prawdopodobnie na skutek nalotu niemieckiego lotnictwa lub ataku podjazdu niemieckiego utraciła działa, a żołnierze rozproszyli się. Wiadomo, że niewielkie grupy żołnierzy 2 baterii haubic dołączyły w Warszawie do dowództwa 5 dac i wzięły udział w jego odtworzeniu. 
Według Ludwika Głowackiego w dniu 8 września 1939 roku do Warszawy przybyło jedynie dowództwo dywizjonu z kpt. Grzybowskim. Do 19 września w stolicy zostały sformowane trzy baterie po cztery 100 mm haubice wz. 1914/1919, które podporządkowano dowództwu 5 dac
Dywizjon wziął udział w obronie Warszawy w składzie odcinka Warszawa-Wschód gen. bryg. J. Zulaufa, od 19 września wspierał zgrupowanie płk. E. Żongłłowicza, aż do kapitulacji stolicy.

## Obsada personalna dywizjonu
- dowódca dywizjonu – kpt. Bronisław Grzybowski
- dowódca 1 bateria armat – por. Jan Jankowski
- dowódca 2 baterii haubic – por Józef Konrat[4].